# Геологічна формація

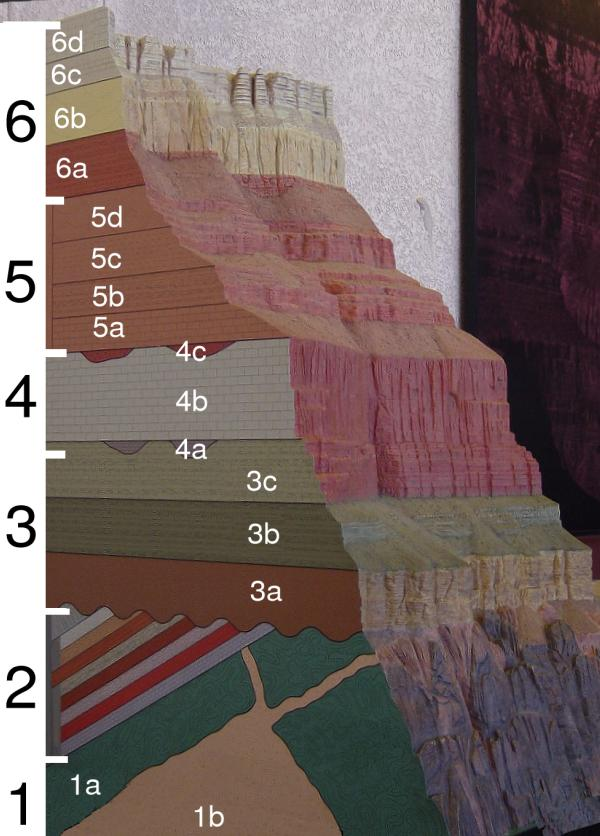
Великий каньйон. Геологічний розріз. Цифри чорним кольором — групи формацій, білим кольором — окремі геологічні формації.

Геологічна формація (англ. geological formation,  lithological assemblage; нім. geologische Formation) — природна сукупність гірських порід, пов'язаних спільністю умов свого утворення, тобто таких, які виникли в схожій фізико-географічній і тектонічній (геодинамічній) обстановці. Характеризуються потужністю в сотні й навіть тис. м, площею розвитку в багато тис. км². Можуть бути осадовими, вулканогенними, вулканогенно-осадовими, інтрузивно-магматичними, метаморфічними, рудними. Виділяють формації за типами пов'язаних з ними корисними копалинами — вугленосні, фосфоритоносні, соленосні, червоноколірних порід тощо. Формації характеризується певним набором (парагенезом) порід, головних і другорядних, особливостями перешаровування цих порід, формою тіла.

## Загальний опис
Формації — комплекс осадових гірських порід різного петрографічного складу, що утворилися у неоднакових фізико-географічних умовах, але за однакового тектонічного режиму рухів земної кори. Найбільш розповсюдженими є соленосні, червоноколірні та вугленосні формації.
- Соленосні (галогенні) формації представлені різними за складом хемогенними породами (доломіт, гіпс, ангідрит, кам'яна і калійна солі та ін.), серед яких можуть бути піски та глини. Товщина соленосних шарів вимірюється десятками та сотнями метрів.
- Формації червоноколірних порід утворені відкладами річок, їхніх дельт, озерними й прибережно-морськими осадами.
- Вугленосні формації характеризуються присутністю серед пісковиків, глин, вапняків шарів та лінз вугілля. Товщина вугленосних формацій може сягати до сотень і тисяч метрів.

Літологія формації включає такі характеристики, як хімічний і мінералогічний склад, текстура, колір, первинна структура відкладень, скам'янілості, що розглядаються як породоутворюючі частинки, або інші органічні матеріали, такі як вугілля або кероген. Таксономія скам'янілостей не є достовірною літологічною основою для визначення формації.

## Історія визначення
Поняття геологічної формації сягає витоків сучасної наукової геології. Термін був вперше використаний німецьким геологом Авраамом Ґотлобом Вернером у його теорії походження Землі, яку він розробляв з 1774 року до своєї смерті в 1817 році. З часом ця концепція все більше формалізувалася і зараз кодифікована в таких працях, як Північноамериканський стратиграфічний кодекс та його аналогах в інших регіонах.

## Інші значення терміна
Термін «формація» також неформально використовується для опису дивних обрисів (форм), яких набувають гірські породи в результаті ерозійних або осадочних процесів. Така формація занепадає, коли на неї більше не впливає геологічний агент, який її створив. Деякі відомі печерні утворення включають сталактити та сталагміти.